# Charmus laneus
Espèce
Synonymes
- Heterocharmus cinctipes Pocock, 1892
- Charmus indicus Hirst, 1915
- Charmus minor Lourenço, 2002

Charmus laneus est une espèce de scorpions de la famille des Buthidae.

## Distribution
Cette espèce se rencontre au Sri Lanka et en Inde au Tamil Nadu, au Kerala, en Andhra Pradesh et dans le territoire de Pondichéry,.

## Description
La carapace du juvénile holotype mesure 8-9 mm et l'abdomen 10-11 mm.
Le mâle décrit par Kovařík, Lowe, Ranawana, Hoferek, Jayarathne, Plíšková et Šťáhlavský en 2016 mesure 14 mm et les femelles de 18,50 mm à 21,30 mm.

## Systématique et taxinomie
Cette espèce a été décrite par Karsch en 1879.
Heterocharmus cinctipes a été placée en synonymie par Kraepelin en 1899.
Charmus minor a été placée en synonymie par Kovařík, Lowe, Ranawana, Hoferek, Jayarathne, Plíšková et Šťáhlavský en 2016.
Charmus indicus a été placée en synonymie par Joshi, Deshpande, Ukale, Gowande, Bilat, Kovařík, Mottaz, Šťáhlavský, Bastawade, Monod et Sulakhe en 2025.

## Publication originale
- Karsch, 1879 : « Skorpionologische Beiträge. II. » Mittheilungen des Münchener Entomologischen Vereins, vol. 3, no 2, p. 97-136 (texte intégral).